# Veksø Slot (Hovevej)
 Denne artikel omhandler Veksø Slot ved Hovevej. Opslagsordet har også en anden betydning, se Veksø Slot.
Veksø Slot er populærnavnet på en større bygning mellem Veksø og Hove ud til Hovevej. Bygningen er egentlig ikke et slot, men har fået navnet, da dets arkitektur minder om Marselisborg Slot.
Bygningen blev opført under 1. verdenskrig og fungerede fra 1930'erne og i ca. 30 år som et plejehjem for patienter fra Sct. Hans Hospital, hvorefter det har været i privat eje.
Slottet fik i sommeren 2007 etableret en storkerede på den ene skorsten, hvilket en måned senere gav anledning til, at et storkepar bosatte sig der.